# Dale Furutani
Dale Furutani, né le 1er décembre 1946 à Hilo, dans l'État d'Hawaï, aux États-Unis, est un écrivain américain, auteur de roman policier historique.

## Biographie
Il fait des études à l'université d'État de Californie à Long Beach et à l'université de Californie à Los Angeles. Il travaille ensuite comme directeur informatique chez Nissan.
En 1996, il publie Death in Little Tokyo pour lequel il est lauréat du prix Macavity 1997 du meilleur premier roman et du prix Anthony 1997 du meilleur premier roman.
En 1998, il amorce, avec La Promesse du samouraï (Death at the Crossroads), une série policière historique, située dans le Japon du XVIIe siècle, consacrée aux enquêtes de Matsuyama Kaze, surnommé Le Samouraï.
En 2011, dans The Curious Adventures of Sherlock Holmes in Japan, il imagine un séjour au Japon de Sherlock Holmes, le célèbre détective créé par Arthur Conan Doyle.

## Œuvre

### Romans

#### SérieKen Tanaka
- Death in Little Tokyo (1996)
- The Toyotomi Blades (1997)

#### SérieMatsuyama Kaze
- Death at the Crossroads (1998) Publié en français sous le titre La Promesse du samouraï, Paris, 10/18, coll. « Grands détectives » no 3814 (2005)  (ISBN 2-264-04075-0)
- The Jade Palace Vendetta (1998) Publié en français sous le titre Vengeance au palais de Jade, Paris, 10/18, coll. « Grands détectives » no 3815 (2005)  (ISBN 2-264-04074-2)
- Kill the Shogun (2000) Publié en français sous le titre Menaces sur le shogun, Paris, 10/18, coll. « Grands détectives » no 3895 (2006)  (ISBN 2-264-04041-6)

#### Autre roman
- The Curious Adventures of Sherlock Holmes in Japan (2011)

## Prix et distinctions

### Prix
- Prix Macavity 1997 du meilleur premier roman pour Death in Little Tokyo
- Prix Anthony 1997 du meilleur premier roman pour Death in Little Tokyo

### Nomination
- Prix Agatha 1996 du meilleur premier roman pour Death in Little Tokyo[4]